# Stadenus brincki
Stadenus brincki là một loài bọ cánh cứng trong họ Lycidae. Loài này được Gomes Alves miêu tả khoa học năm 1967.